# Flatoidinus occidentis
Flatoidinus occidentis är en insektsart som först beskrevs av Walker 1851.  Flatoidinus occidentis ingår i släktet Flatoidinus och familjen Flatidae. Inga underarter finns listade i Catalogue of Life.